# Дмитровское викариатство
Дми́тровское викариа́тство — викариатство Московской епархии Русской православной церкви.

## История
С 1744 по 1788 год территориально входила в состав Переславль-Залесской и Дмитровской епархии.
6 мая 1788 года Святейший синод получил высочайший указ, повелевавший привести границы епархий в соответствие с границами губерний. Следствием этого указа стало упразднение Крутицкой епархии. Из состава Московской епархии выделилась Орловская и Севская епархия. Взамен было образовано Дмитровское викариатство.
С 1800 по 1877 годы епископы Дмитровские управляли Саввино-Сторожевским монастырём. Дмитровское викариатство являлось первым (старшим) викариатством Московской епархии. Троице-Сергиева лавра, как и Сергиев Посад входили в Дмитровский уезд.
С декабря 1964 по 1995 год епископы (архиепископы) Дмитровские состояли ректорами Московской духовной академии и семинарии.
13 апреля 2021 года была образована Сергиево-Посадская епархия, правящий архиерей которой стал титуловаться «Сергиево-Посадский и Дмитровский», что означает упразднение Дмитровского викариатства.

## Архиереи
- Серапион (Александровский) (11 июня 1788 — 16 октября 1799)
- Серафим (Глаголевский) (25 декабря 1799 — 29 января 1804)
- Августин (Виноградский) (7 февраля 1804 — 19 февраля 1818)
- Лаврентий (Бакшевский) (19 января 1819 — 26 октября 1820)
- Афанасий (Телятев) (10 марта 1821 — 5 августа 1824)
- Кирилл (Богословский-Платонов) (26 октября 1824 — 26 марта 1827)
- Иннокентий (Сельнокринов) (23 мая 1827 — 28 марта 1831)
- Николай (Соколов) (8 мая 1831 — 2 октября 1834)
- Исидор (Никольский) (11 ноября 1834 — 5 июня 1837)
- Виталий (Щепетев) (27 июня 1837 — 14 ноября 1842)
- Иосиф (Богословский) (27 декабря 1842 — 20 ноября 1849)
- Филофей (Успенский) (18 декабря 1849 — 19 августа 1853)
- Алексий (Ржаницын) (20 сентября 1853 — 20 июля 1857)
- Евгений (Сахаров-Платонов) (6 октября 1857 — 13 октября 1858)
- Порфирий (Соколовский) (21 ноября 1858 — 21 марта 1859)
- Леонид (Краснопевков) (26 апреля 1859 — 15 мая 1876)
- Никодим (Белокуров) (17 июня 1876 — 14 октября 1877)
- Игнатий (Рождественский) (17 декабря 1877 — 11 февраля 1878)
- Амвросий (Ключарёв) (6 апреля 1878 — 22 сентября 1882)
- Алексий (Лавров-Платонов) (22 января 1883 — 9 марта 1885)
- Мисаил (Крылов) (4 мая 1885 — 3 июня 1889)
- Виссарион (Нечаев) (30 июля 1889 — 14 декабря 1891)
- Александр (Светлаков) (11 января 1892 — 29 января 1894)
- Нестор (Метаниев) (29 января 1894 — 8 июня 1901)
- Трифон (Туркестанов) (1 июля 1901 — 2 июня 1916)
- Алексий (Кузнецов) (26 декабря 1916 — 20 марта 1917)
- Иоасаф (Каллистов) (20 марта 1917 — 15 января 1918)
- Димитрий (Добросердов) (15 января 1918 — 15 декабря 1919)
- Серафим (Звездинский) (3 января 1920—1928)
  - Агапит (Борзаковский) (12 декабря 1921 — 25 мая 1924)
- Амвросий (Смирнов) (25 апреля — 28 ноября 1928)
- Питирим (Крылов) (17 марта 1931 — январь 1936)
- Иоанн (Широков) (январь — 19 июля 1936)
- Сергий (Воскресенский) (19 июля 1936 — 24 февраля 1941)
- Иларий (Ильин) (5 марта — 26 мая 1944)
- Виталий (Введенский) (19 июля 1946 — 23 марта 1950)
- Пимен (Извеков) (26 ноября 1957 — 16 марта 1961)
- Киприан (Зёрнов) (14 ноября 1961 — 20 мая 1964)
- Филарет (Денисенко) (22 декабря 1964 — 14 мая 1966)
- Филарет (Вахромеев) (14 мая 1966 — 18 апреля 1973)
- Владимир (Сабодан) (18 апреля 1973 — 16 июля 1982)
- Александр (Тимофеев) (14 октября 1982 — 12 августа 1992)
- Филарет (Карагодин) (12 августа 1992 — 17 июля 1995)
- Иннокентий (Васильев) (17 июля 1995 — 11 октября 1996)
- Александр (Агриков) (2 сентября 2001 — 28 декабря 2011)
- Феофилакт (Моисеев) (28 декабря 2011 — 13 апреля 2021)